# Dominik Czaja
Dominik Czaja (Cracóvia, 12 de agosto de 1995) é um remador polonês.

## Carreira
Dominik Czaja iniciou sua carreira no remo em 2009, aos 14 anos. A primeira grande aparição foi em Plovdiv, durante o Campeonato Mundial Júnior de 2012. Lá ele competiu na competição de skiff duplo e, junto com Patryk Syposz, ficou em sexto lugar. Em 2013, participou do mundial júnior, competindo junto com Marcin Pawłowski no skiff duplo. Eles terminaram em terceiro lugar na final A, conquistando a medalha de bronze por 0,52 segundos. Esta foi a primeira medalha de Dominik Czaja.
Nos Jogos Olímpicos de Verão de 2024, em Paris, conquistou a medalha de bronze na competição de skiff quádruplo masculino, ao lado de Fabian Barański, Mateusz Biskup e Mirosław Ziętarski com o tempo de 5:44.59.